# Барфельдт, Макс
Макс Фердинанд Барфельдт, с 1913 года — фон Барфельдт (нем. Max Ferdinand von Bahrfeldt, 6 февраля 1856, Вилльмине — 11 апреля 1936, Галле) — немецкий нумизмат и военный деятель, генерал пехоты, участник Первой мировой войны. Крупный специалист в области античной нумизматики, особенно монет Римской республики. Младший брат немецкого нумизмата Эмиля Барфельдта.

## Биография
Учился в кадетском корпусе в Вальштате и Берлине. В юности увлёкся нумизматикой. Специализировался преимущественно на монетах Римской республики и Нижней Саксонии. В 1873 году, получив офицерское звание, направлен в 75-й пехотный полк. В 1874 году опубликовал в Штаде свой первый труд по нумизматике. С 1874 года был помощником редактора ганноверской газеты «Numismatisch-Spragistischen Anzeiger. Zeitung für Münz-, Siegel- und Wappenkunde». С 1876 по 1882 год — полковой адъютант в Штаде, и, одновременно — секретарь местного историко-краеведческого общества. В 1878 году женился. С 1882 по 1885 год учился в Прусской военной академии.
С 1911 года — доктор философии honoris causa Гисенского университета, с 1921 — почётный профессор университета Галле.
С 1911 по 1913 год — командир 37 дивизии в Алленштайне. В 1912 году награждён медалью Королевского нумизматического общества. В 1913 году возведён в прусское потомственное дворянство.
В начале Первой мировой войны командовал 19 резервной дивизией, а с июня 1915 по 1916 год — 10 резервной дивизией. Участвовал в битве при Шарлеруа, битве при Сен-Кантене, битве на Марне, Первой битве в Шампани и битве при Вердене.
В 1917 году вступил в Немецкую отечественную партию, позже — в Немецкую национальную отечественную партию и Стальной шлем.

## Основные труды
- Nachträge und Berichtigungen zur Münzkunde der römishen Republik im Anschluβ an Babelon’s Verzeichnis der Consular — Münzen ets. 3 Bde. — Wien, Hildesheim, 1897—1913;
- Sammlung römischer Münzen der Republik und des West — Kaiserreiches. — Halle, 1922;
- Die römischen Goldmünzprägungen während der Republik und unter Augustus. — Halle, 1923;
- Niedersächsisches Münzarchiv. Verhandlungen auf Kreis- und Münzprobationstagen des Niedersächsischen Kreises 1551—1625. 4 Bde. — Halle, 1927—1930.